# Dọc mùng (tranh)
Dọc mùng (hay Thiếu nữ trong vườn và phong cảnh) là bức tranh sơn mài khổ lớn trình bày theo kiểu bình phong của họa sĩ Nguyễn Gia Trí. Bức tranh thực chất gồm hai mặt, mặt trước là tranh Phong cảnh còn mặt sau là tranh Thiếu nữ trong vườn. Bức tranh được giới chuyên môn cũng như giới sưu tập đánh giá là Bức tranh sơn mài đẹp nhất Việt Nam. Hiện nay, bức tranh được đặt trang trọng tại Bảo tàng Mỹ thuật Việt Nam.

## Miêu tả bức tranh
Bức tranh là một bộ bình phong gồm 8 tấm gỗ ghép lại. Với sơn đỏ son, sơn then, vàng, bạc, vỏ trứng và sơn cánh gián họa sĩ đã tạo cho Dọc mùng một vẻ đẹp lộng lẫy, có chiều sâu bí ẩn, đưa kĩ thuật sơn mài lên đỉnh cao, khẳng định tầm quan trọng của chất liệu hội họa này trong nền mỹ thuật Việt Nam, đồng thời, đánh dấu sự khởi đầu cho khuynh hướng sáng tác đưa sơn mài vào nghệ thuật của Nguyễn Gia Trí những năm sau này.
Mặt trước là hình ảnh cây dọc mùng với nét vẽ khoẻ khoắn, những mảng vỏ trứng, hình cây điển hình được viền bằng những mảng màu to rộng, nét cứng cáp gợi về sự gần gũi chân quê của vùng nông thôn Bắc Bộ Việt Nam.

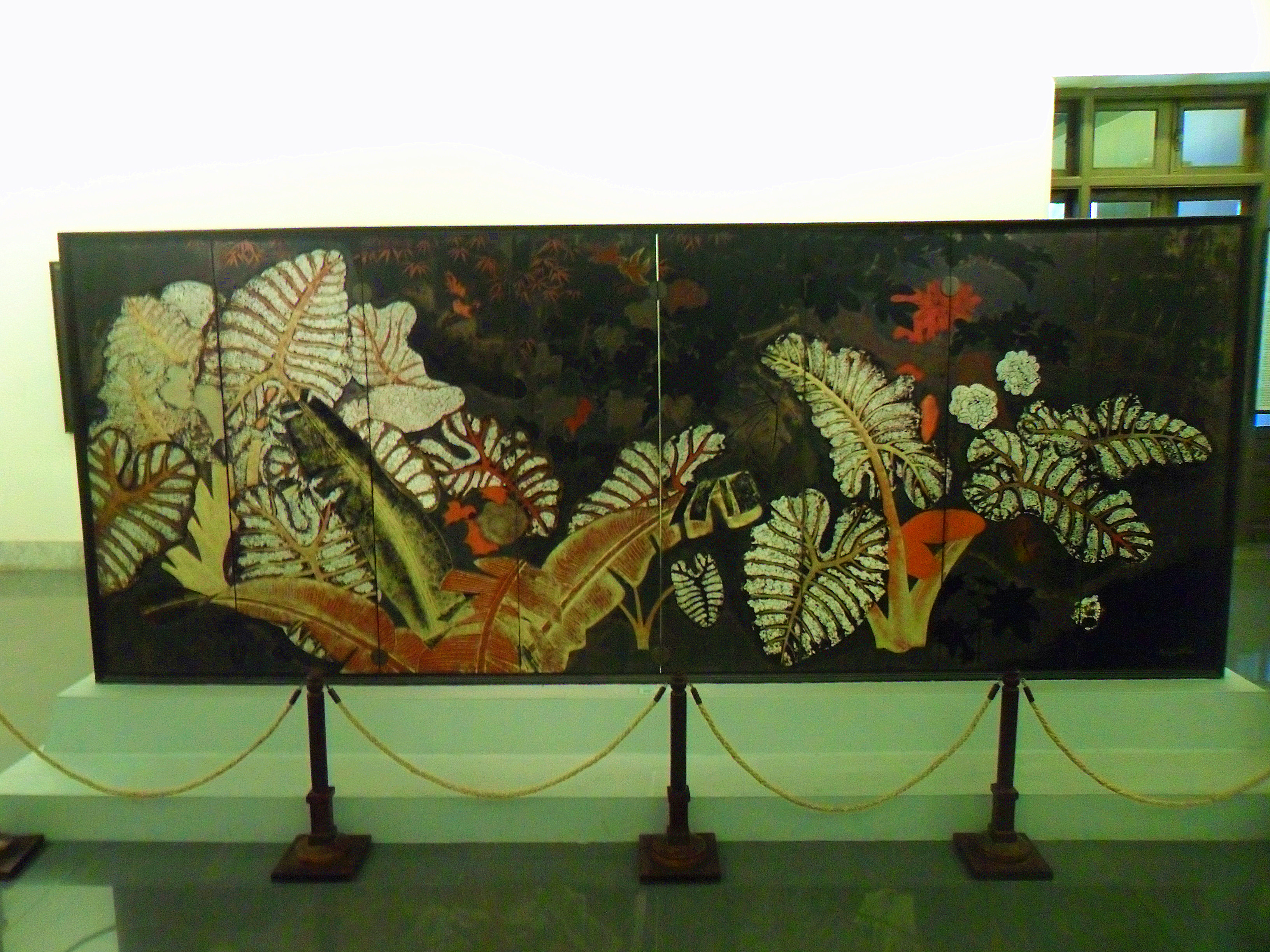
Dọc mùng hay Phong cảnh (mặt trước)

Mặt sau, bức tranh Thiếu nữ trong vườn là vườn hoa muôn sắc màu, trong đó các cô gái đang vui đùa, chạy nhảy, giá trị hiện thực toát lên từ hình khối, động tác. Sắc vàng kim được dát trên nền trời, trên những tấm áo điểm xuyết vỏ trứng, những vệt vàng lộng lẫy trên từng đường lượn như tôn vẻ đẹp thanh tân thiếu nữ. 

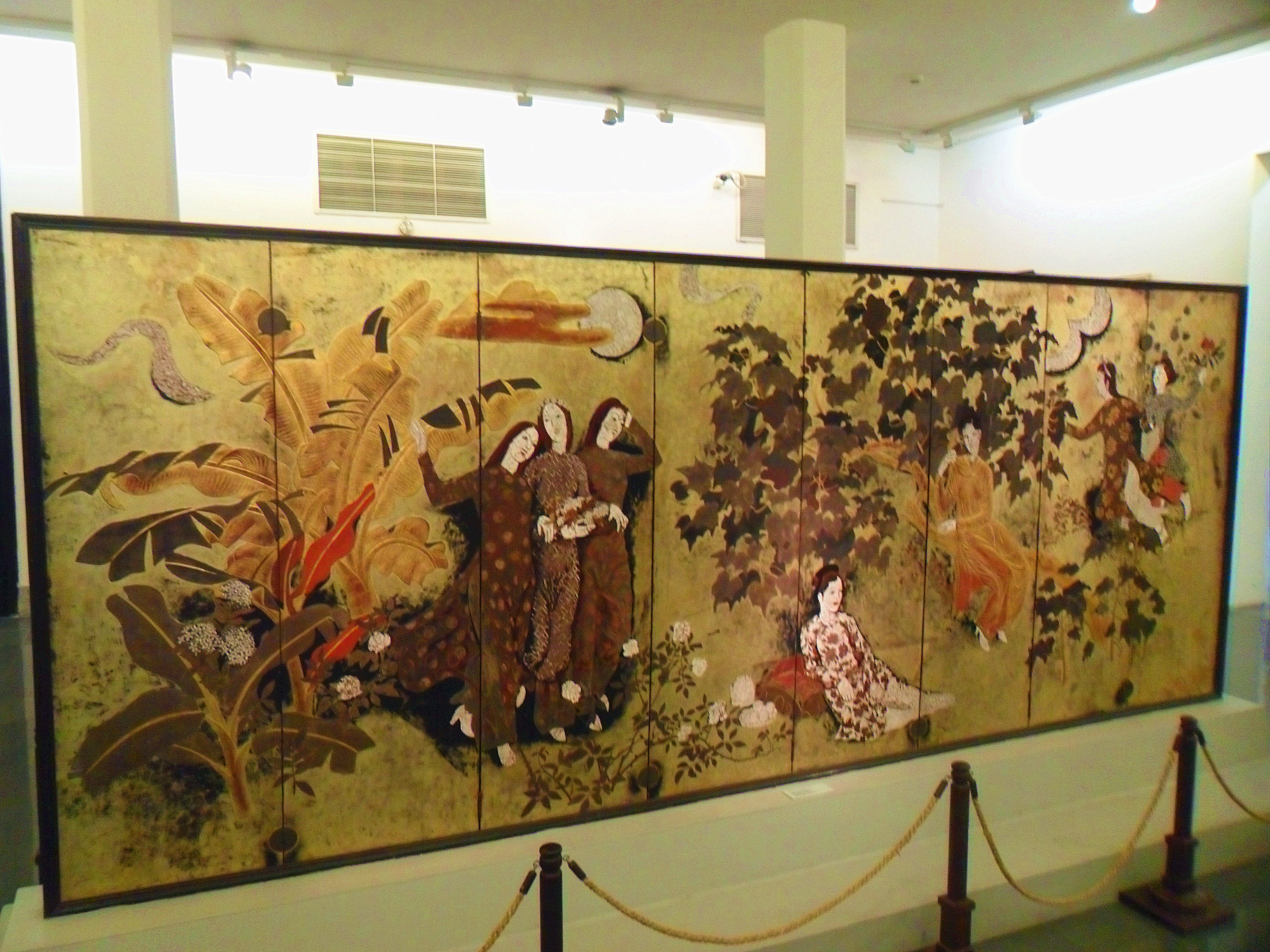
Thiếu nữ trong vườn (mặt sau)

Mọi thành tựu kỹ thuật đều được phát huy hết mức, đặc biệt là thủ pháp để lộ nền son trong những hình người khiến các nhân vật nhẹ lâng lâng như tan được. Việc xử lý vỏ trứng ở đây có những sáng tạo mới: vỏ trứng nhoè mờ, ẩn hiện như thủy mặc, mềm như lụa, ánh vàng kim chiếu ra từ bên trong, từ những kẽ vỏ trứng như một ánh sáng nội tại huy hoàng, và các nét tinh tế màu đen chạy trên mặt vỏ trứng khiến ta nhìn thấy được những đường gió cuốn tà áo dài thiếu nữ.
Ở đây sử dụng mô-típ ba cô (Ba cô gái đứng cạnh nhau) của Botticelli nhưng có thể thấy sự khác biệt ở vẻ mông lung hư ảo nhiều hơn, phần hồn át hẳn phần xác, nhịp chân tíu tít, bước chân tung tẩy như không chạm đất, sự trong trắng phát sáng từ bên trong. Các cô đã rời cõi thế lên tiên giới.

## Đánh giá

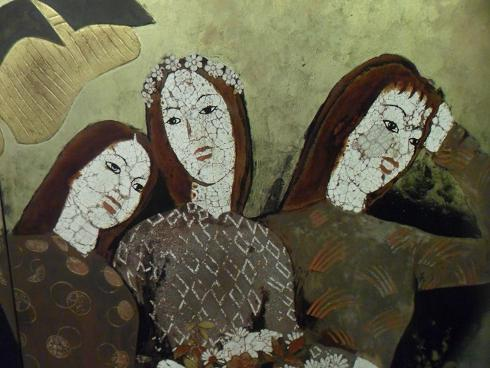
Cận cảnh khuôn mặt ba thiếu nữ trong tranh

Ngoài những sự công nhận giá trị của bức tranh này, nó còn làm thay đổi cả quan niệm về sơn mài truyền thống.
| “             | "Danh từ sơn mài (laque) là một danh từ mới đặt sau này để chỉ một kỹ thuật trước kia gọi là "Sơn Ta" nhưng đã biến hoá hẳn do nghệ thuật mài sơn. Kỹ thuật Sơn Ta cũng tương tự như sơn Tàu, có từ đời nhà Hán. Sử dụng cùng với Sơn Ta một nguyên liệu là sơn sống. Chất sơn sống này, ở nước ta, miền Phú Thọ sản xuất rất nhiều và vẫn bán sang Tàu cùng Nhật. Từ năm 1931 trở về trước, công dụng Sơn Ta cũng như Sơn Tàu ở Tàu và Sơn Nhật ở Nhật là phủ lên đồ vật làm nó tôn vẻ lộng lẫy, lên những vật dùng thường như cái khay, cái tráp, đôi guốc, đồ thờ như hương án dài, bát đĩa, đồ trang trí như câu đối, hoành phi, bình phong... màu sắc đại để có: đỏ son, đen, nâu, cánh gián, vàng, bạc theo cổ truyền. Nói rõ ra, Sơn Ta chỉ có công dụng trang trí, địa vị là ở trong trang trí. Mặc dầu ở Nhật, nghệ thuật sơn có tế nhị hơn cả, nhưng chưa một nước nào nghĩ đến tìm tòi, sử dụng nguyên liệu sơn một cách khác cổ truyền, phiêu lưu trong nghệ thuật sơn để tìm một con đường nào tăng phẩm giá mỹ thuật sơn bằng cách phát minh thêm khả năng của nó. Song, từ 1931 trở đi, nhờ sự tìm tòi thiết tha của một số họa sĩ có tài bỏ sơn dầu để chuyển hẳn về sơn mài, Sơn Ta đã vượt được ra ngoài nơi cầm hãm, ngang nhiên trên đường bao la của hội họa, cứ phương trời xa lạ mà tiến. Từ cái tráp, chiếc guốc, nó vượt lên bức họa lồng khung quý giá, từ một phương tiện phụ thuộc làm tôn vẽ đồ vật, nó trở nên một phương tiện độc đáo diễn đạt nổi tâm hồn người nghệ sĩ, một phương tiện lấn át cả sơn dầu. Quên dĩ vãng Sơn Ta đổi tên nhũn nhặn là "Sơn Mài" | ” |
| — Tô Ngọc Vân | |   |

Năm 1946, Bác Hồ từng mượn của nhà sưu tập Đức Minh tranh Nguyễn Gia Trí (trong đó có Dọc mùng) và các họa sĩ khác để tiếp khách quốc tế. Bác Hồ rất coi trọng văn hóa quốc gia, cho nên Bác muốn nơi tiếp khách phải thể hiện văn hóa quốc gia. Mỹ thuật biểu hiện điều đó nhanh nhất, rõ nét nhất.

## Tìm kiếm
Sau chiến dịch Đại thắng mùa xuân 1975, cố họa sĩ, nhà phê bình mỹ thuật Nguyễn Đỗ Cung, nguyên Viện trưởng đầu tiên của Viện Mỹ thuật Việt Nam đã chỉ thị cho người cộng sự của mình là họa sĩ, nhà điêu khắc Nguyễn Thiện vào Đà Lạt tìm và đưa bức sơn mài nổi tiếng của danh họa Nguyễn Gia Trí về Hà Nội an toàn, nguyên vẹn.
Họa sĩ Nguyễn Thiện người cộng sự năm xưa giờ đã vào tuổi 80 bồi hồi kể lại:
"Sau giải phóng miền Nam 1975, tôi khi đó là Trưởng phòng Phục chế, trang trí và trưng bày của Bảo tàng Mỹ thuật Việt Nam được ông Nguyễn Đỗ Cung, Viện trưởng gọi lên giao nhiệm vụ vào Nam tìm và đem bằng được bức tranh Dọc mùng của họa sĩ Nguyễn Gia Trí lúc đó đang được đặt tại dinh thự của Ngô Đình Diệm ở Đà Lạt về Hà Nội. Nhận nhiệm vụ, tôi không dám hỏi lại Viện trưởng vì sao chỉ cử một mình tôi vào tìm, đem bức tranh về, bởi tôi biết ông là một người rất cẩn trọng. Lặng lẽ gói gém hành trang tôi lên đường với hy vọng hoàn thành nhiệm vụ."
"Sau vài tuần vất vả đi đường, tôi cũng đến được Đà Lạt, và thật may mắn công tác bảo vệ, giữ gìn các công trình kiến trúc của chế độ cũ được các cơ quan Trung ương cũng như địa phương làm khá tốt sau giải phóng.
Hầu như các hiện vật là các bức tranh quý tại các dinh thự của quan lại chế độ cũ được bảo quản khá nguyên vẹn. Bức tranh Dọc mùng được tôi tìm thấy tại dinh thự cổ của một viên chủ đồn điền Pháp tại Đông Dương được Ngô Đình Diệm chọn làm nơi ở mỗi khi lui về nghỉ dưỡng tại Đà Lạt.
Khi đó tôi thật sự cảm phục sự tinh tế của ông Nguyễn Đỗ Cung và hiểu vì sao Viện trưởng lại cử mình vào tìm bức tranh.
Một vấn đề khó khăn xuất hiện sau khi tìm được bức tranh. Đó là làm sao đưa được bức tranh trở về Hà Nội một cách an toàn và nguyên vẹn, bởi bức tranh là bình phong khổ lớn gồm tám bức ghép có kích thước 160cmx400cm. Tôi đành điện ra Hà Nội báo cáo, xin ý kiến chỉ đạo và Viện trưởng đã cử một đoàn công tác đặc biệt do họa sĩ Nguyễn Văn Y, một bậc thầy về gốm, khi đó là Phó Viện trưởng Viện Mỹ thuật Việt Nam dẫn theo tổ công tác gồm họa sĩ Chu Khắc Thuật, Lê Kim, Lê Anh Tuấn, Nguyễn Bích, Hải Yến... là cán bộ của Bảo tàng Mỹ thuật Việt Nam vào hỗ trợ tìm cách đưa bức tranh trở về".
Ông Thiện kể tiếp: "Sau giải phóng, giao thông đi lại thật gian khó, nhưng khi chúng tôi đề xuất với địa phương về sự quan trọng cần gìn giữ và đưa bức tranh ra Hà Nội phải được đảm bảo an toàn tuyệt đối, nên đã được tạo điều kiện rất thuận lợi". Và hành trình của "chuyến xe đặc biệt" vận chuyển bức tranh sơn mài đẹp nhất Việt Nam về Sài Gòn rồi sau đó ngược ra Bắc an toàn.